# غوردي ميتشيل
غوردي ميتشيل هو لاعب كرة قدم كندية كندي، ولد في 1933 في إدمونتون في كندا.

## وصلات خارجية
- غوردي ميتشيل على موقع JustSportsStats.com (الإنجليزية)